# Патрик Гоголь
Патрик Гоголь (пол. Patryk Gogół, 18 березня 2003, Жори, Польща) — польський футболіст, півзахисник краківської «Вісли».

## Ігрова кар'єра

### Клубна
Патрик Гоголь народився у місті Жори, Сілезького воєводства. І там починав займатися футболом в місцевому клубі. У 2017 році футболіст приєднався до молодіжної команди познаньського «Леха». З 2020 року Гоголь грав за дублюючий склад «Леха» в нижчих лігах.
У 2023 році Гоголь перейшов до клубу Першої ліги «Вісла» (Краків). На початку 2024 року футболіст отримав травму коліна, через шо був змушений залишатися поза грою до квітня. 2 травня 2024 року Гоголь вийшов на заміну в кінці матчу переможного фіналу Кубка Польщі проти «Погоні».

### Збірна
З 2019 року Патрик Гоголь виступає за юнацькі збірні Польщі.

## Титули
Вісла
 Переможець Кубка Польщі: 2023/24